# Vernonia tenuis
Vernonia tenuis là một loài thực vật có hoa trong họ Cúc. Loài này được miêu tả khoa học đầu tiên.